# مسجد حاجي هيبات
مسجد حاجي هيبات - (بالأذرية: (Hacı Heybət məscidi (İçərişəhər)، هو مسجد واقع في المدينة القديمة للعاصمة الأذريبجانية باكو، وهو نصب تذكاري ذو أهمية محلية.

## تاريخ المسجد
تأسس المسجد في 1971، على يد المهندس المعماري حاجي هيبات عكير أوغلو. المسجد على شكل مربع وسط مجموعة من الأحياء. يحتوي المسجد من دهليز، وغرفة خدمة، وغرفة عبادة. وفي أحد زوايا المسجد قبر للمهندس المعماري حاجي هيبات وزوجته.
ينتمي مسجد حاجي هيبات إلى مدرسة شروان - أبشرون للمعمارية. وهو يتألف من قباب حجرية وأقواس مدببة. يحتوي المدخل على نقوش قرآنية، بالإضافة إلى معلومات حول مهندس النصب.

## معرض صور

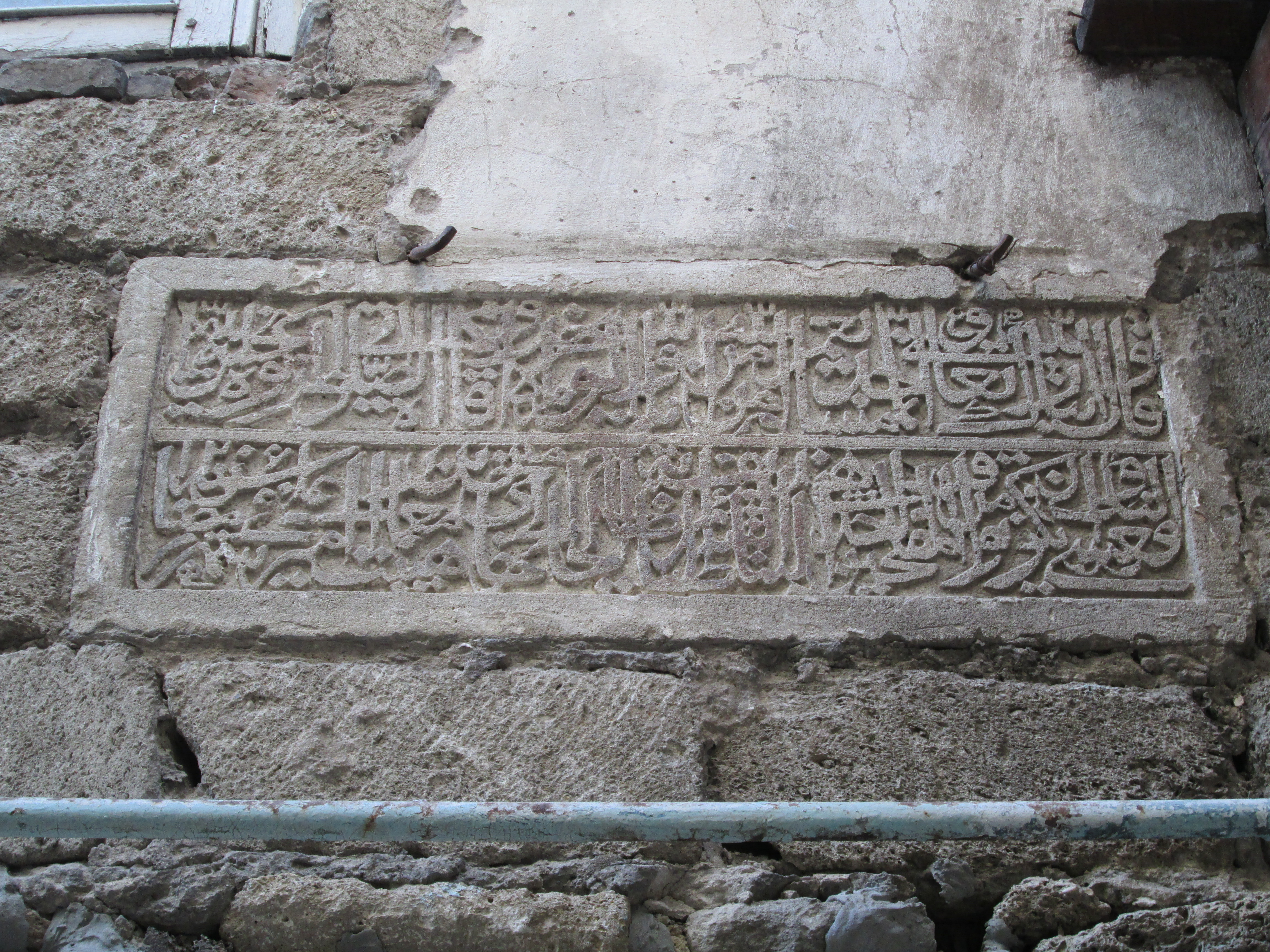
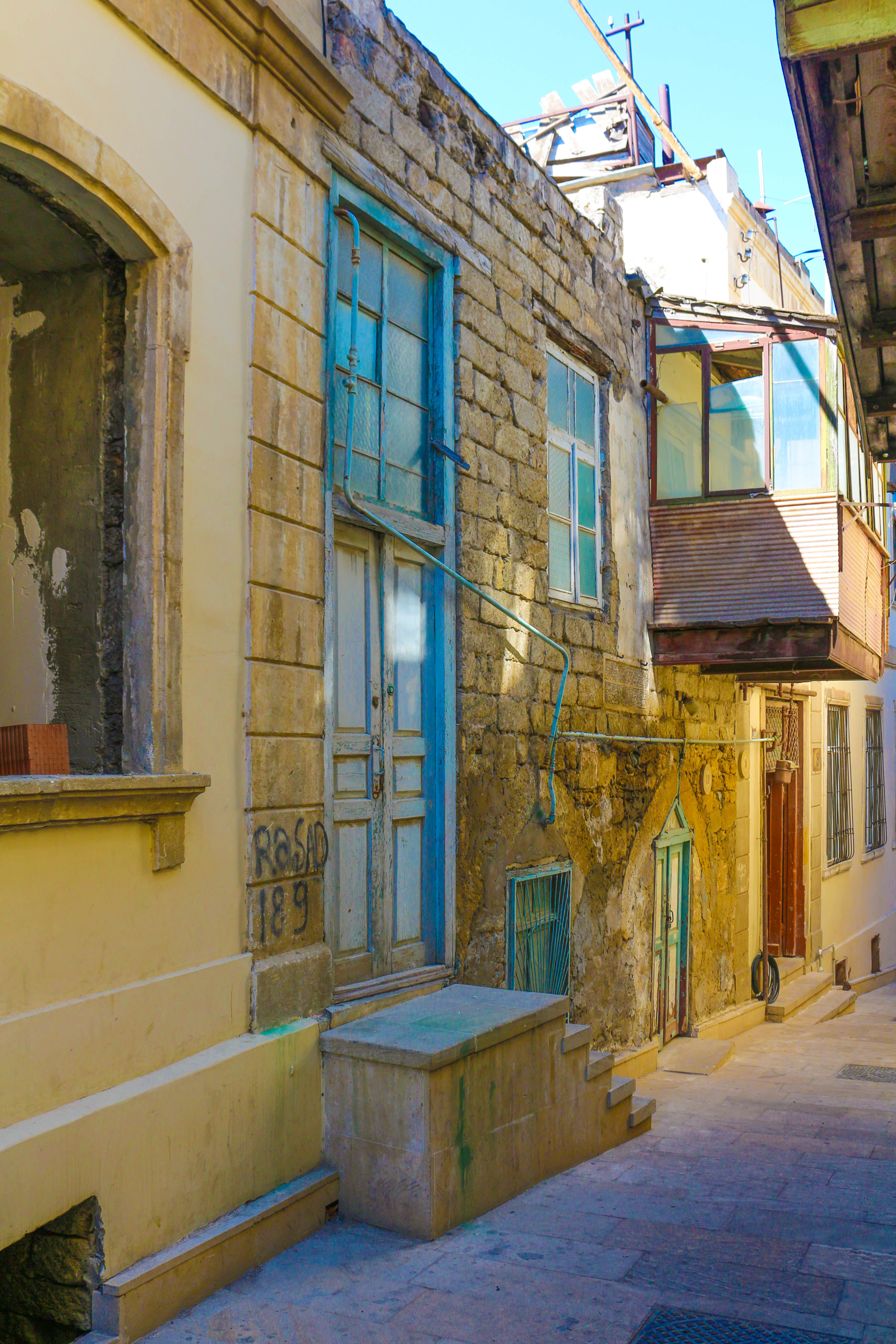
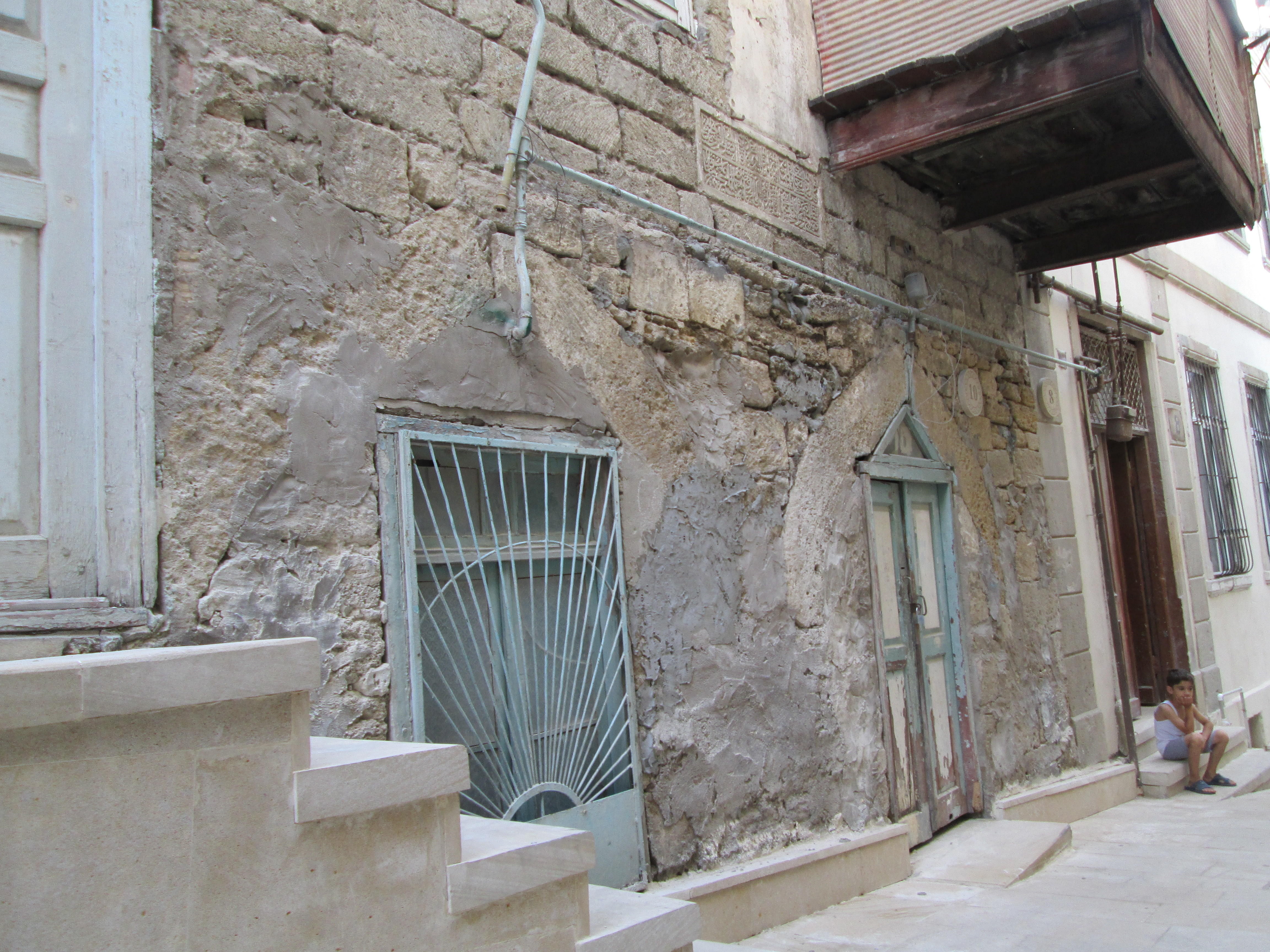